# Каравашкин, Андрей Витальевич
Андре́й Вита́льевич Карава́шкин (20 августа 1964, Москва — 15 января 2021, Москва) — российский филолог-медиевист, литературовед. Доктор филологических наук, профессор. Профессор кафедры истории России средних веков и нового времени Историко-архивного института Российского государственного гуманитарного университета и кафедры истории русской классической литературы РГГУ, ведущий научный сотрудник Института мировой литературы (ИМЛИ) Российской академии наук. Был членом жюри Всероссийской олимпиады школьников по литературе, член редакционного совета журнала «Историческая экспертиза».

## Биография
В 1986 году окончил факультет русского языка и литературы Московского государственного педагогического института им. В. И. Ленина (МГПИ). В 1986—1988 годах служил в советской армии в войсках ПВО. В 1991 году окончил аспирантуру МГПИ с защитой в декабре 1991 года кандидатской диссертации «Концепция человека и способы изображения исторических лиц в посланиях Ивана Грозного». Научный руководитель — доктор филологических наук, профессор Н. И. Прокофьев, оппоненты — доктор филологических наук В. В. Кусков, кандидат филологических наук А. С. Елеонская.
С 1991 по 2004 год работал на кафедре русской литературы МПГУ, пройдя путь от старшего преподавателя до профессора. В июне 2001 года защитил докторскую диссертацию «Русская средневековая публицистика: проблема творческой индивидуальности (Иван Пересветов, Иван Грозный, Андрей Курбский)». Научный консультант — доктор филологических наук, профессор В. И. Фёдоров. Отмечен Лосевской премией МПГУ за участие в подготовке «Пушкинской энциклопедии» и учебника «Древнерусская литература». Работал в Православном Свято-Тихоновском гуманитарном университете и Самарском государственном социально-педагогическом университете (бывш. ПГСГА).
В 2004—2005 годах был проректором по научной работе Московского гуманитарного педагогического института (МГПИ).
С 2005 года — профессор РГГУ.
Автор около 120 публикаций, в том числе учебного пособия для высших учебных заведений «Древнерусская литература XI—XVII вв.» (в соавторстве с Л. А. Ольшевской, С. Н. Травниковым и Н. В. Трофимовой, под редакцией В. И. Коровина).
Принимал участие в ряде теле- и радиопередач в качестве эксперта.
Умер в Москве 15 января 2021 года. Прах захоронен на Даниловском кладбище.

## Научная деятельность
Научные интересы А. В. Каравашкина включают историю полемической книжности Московской Руси (XV—XVII века), литературную культуру Киевской Руси (XI—XIII века) и Русского средневекового государства (XIV—XVII века), историю и методологию исторической науки.
В кандидатской диссертации «Концепция человека и способы изображения исторических лиц в посланиях Ивана Грозного» А. В. Каравашкин обратился к комплексному изучению полемических средневековых текстов, рассмотрел основные аспекты мировоззрения Ивана Грозного и деятелей его времени в связи с историософскими, богословскими и государственно-правовыми проблемами древнерусской книжности, рассмотрел систему изображения исторических лиц, отсылки к библейским текстам, цитацию и ретроспективные исторические аналогии в посланиях середины — второй половины XVI века. В работе отмечены также случаи совпадений между текстами, атрибутированными Ивану IV, и посольскими книгами XVI века. Этому предшествовала работа историографического характера: в диссертации изучен и обобщён большой пласт исследований XIX—XX веков, посвящённых Ивану Грозному-публицисту.
В монографии «Русская средневековая публицистика: Иван Пересветов, Иван Грозный, Андрей Курбский» рассматривается развитие полемической книжности средневековой Руси на протяжении нескольких десятилетий, с 40-х по 80-е годы XVI века. В результате сопоставительного изучения книжного наследия трёх ведущих светских публицистов Московского царства автор приходит к выводу о том, что в XVI веке сформировались три модели государства: профетическая, государственническая и эсхатологическая. Разумеется, эти три подхода не следует рассматривать изолированно; они взаимосвязаны. Сборник Ивана Пересветова представлен в книге как литературное и мировоззренческое целое, впервые настолько подробно исследуется его композиция и сложная иерархия образов — действующих лиц своеобразного средневекового апокрифа, посвящённого судьбе царств. В посланиях Ивана Грозного автор монографии уделяет внимание мифологеме жертвы и самоотречения, которая явилась одним из оснований учения о российском «самодержавстве». В текстах Андрея Курбского А. В. Каравашкина привлекает харизматическая концепция советников благого государя и учение о гибели последнего православного царства, которое во многом перекликается с поздней полемикой лидеров старообрядчества. Эти стороны средневекового миропонимания исследуются в связи с особенностями литературной формы сочинений Пересветова, Грозного и Курбского. В основном содержание книги отражено в докторской диссертации автора.
В аналитической монографии «Литературный обычай Древней Руси (XI—XVI вв.)» областью изучения и реконструкции становится литературная культура русского Средневековья. Цель работы — рассмотреть практику древнерусских книжников как «литературный обычай», который в Средние века так и не стал предметом специальной теоретической рефлексии. Уровни литературного обычая Древней Руси, в соответствии с концепцией исследователя, предполагали типичные конструкции, типичные мотивы и формулы (топосы), типичные объяснения или интерпретации (конвенциональные модели). В книге рассмотрены самые известные памятники русской словесности Средневековья от «Повести временных лет» до «Степенной книги» и «Казанской истории». Книга стала своеобразным продолжением научных практик по описанию древнерусской литературы как системы целого. Для этого А. В. Каравашкин обращается к наследию В. П. Адриановой-Перетц и Д. С. Лихачёва, а также многих других российских медиевистов. В монографии есть полемические разделы, посвящённые теории «литературного этикета».
А. В. Каравашкин принимал участие и в становлении такого нового направления российской исторической науки и медиевистической русистики, как историческая феноменология. Впервые об исторической феноменологии (не путать с философским направлением XX века) как комплексном методе российской историографии было заявлено в книге медиевиста А. Л. Юрганова «Категории русской средневековой культуры». В исследованиях историка рефреном проходит мысль о ситуации непонимания (герменевтическая ситуация), которая является важнейшим импульсом в работе по истолкованию исторического источника, главного объекта науки о прошлом. По мысли Юрганова, основная задача историка-феноменолога — дать «чужой одушевлённости» право на монолог. Развитию и реализации этих положений посвящены совместные статьи и книги Каравашкина и Юрганова (монографии «Опыт исторической феноменологии» и «Регион Докса. Источниковедение культуры»). Эти публикации вызвали полемику в науке (в основном в трудах историков). Вместе с тем историческая феноменология получила определённое признание и рассматривается как один из новых методов современной исторической науки и медиевистики. На страницах альманаха «Источниковедение культуры» (отв. ред., сост. А. Л. Юрганов) А. В. Каравашкин опубликовал ряд статей, посвящённых статусу гипотезы в современной гуманитарной науке, герменевтике, цитатам и общим местам средневековых текстов как научной проблеме.
В статьях 2014—2017 годов А. В. Каравашкин обращается к историографии Смутного времени, проблемам поэтики памятников домонгольской эпохи («Слово о полку Игореве»), исследованию научного и философского наследия таких классиков-гуманитариев XX века, как П. М. Бицилли, А. Ф. Лосев и Д. С. Лихачёв.

## Основные работы
- Русская средневековая публицистика: Иван Пересветов, Иван Грозный, Андрей Курбский. — М. : Прометей, 2000. — 418 с. — ISBN 5-7042-0972-2
- Каравашкин А. В., Юрганов А. Л. Опыт исторической феноменологии: трудный путь к очевидности. — М. : РГГУ, 2003. — 381 с. — ISBN 5-7281-0645-5
- Каравашкин А. В., Юрганов А. Л. Регион Докса. Источниковедение культуры. — М. : РГГУ, 2005. — 209 с. — ISBN 5-7281-0744
- Гнатик, Екатерина Николаевна. Наука и квазинаука : моногр. / Екатерина Николаевна Гнатик, Вячеслав Николаевич Данилов, Андрей Витальевич Каравашкин … [и др.]. — М. : Альфа-М, 2008. — 318 с. — 500 экз. — ББК 87. — УДК 16:133(G). — ISBN 978-5-98281-133-2.
- Литературный обычай Древней Руси (XI—XVI вв.). — М. : РОССПЭН, 2011. — 551 с. — ISBN 978-5-8243-1469-4.
- Литературный обычай Древней Руси (XI—XVII вв.). — М. ; СПб. : Центр гуманитарных инициатив, 2018. — 720 с. — ISBN 978-5-98712-851-0.